# Billie Jean King Cup 2024 − Fase classificació
La fase de classificació per la Billie Jean King Cup 2024 fou un esdeveniment celebrat els dies 12 i 13 d'abril de 2024 previ a la fase final d'aquest torneig. En aquesta fase es van disputar vuit enfrontaments directes que van permetre als guanyadors accedir a la fase final.

## Fase classificació
Dates: 12−14 d'abril de 2024
16 equips nacionals van participar en aquesta ronda per classificar-se per la fase final en sèries basades en el format local-visitant tradicional de la Copa Federació:
- 8 equips participants en les Billie Jean King Cup Finals 2023 excepte els finalistes
- 8 equips guanyadors dels Play-offs de l'edició anterior

Els nou equips vencedors d'aquesta fase es van classificar per les Billie Jean King Cup Finals 2024, mentre que els vuit equips perdedors van accedir als Play-offs d'aquesta edició de la competició.
| Equips caps de sèrie 1. Austràlia (núm. 2) 2. Suïssa (núm. 3) 3. França (núm. 6) 4. Estats Units (núm. 8) 5. Kazakhstan (núm. 9) 6. Alemanya (núm. 10) 7. Eslovàquia (núm. 11) 8. Romania (núm. 12) | Equips no caps de sèrie - Bèlgica (núm. 13) - Eslovènia (núm. 14) - Regne Unit (núm. 15) - Brasil (núm. 16) - Polònia (núm. 17) - Ucraïna (núm. 18) - Mèxic (núm. 19) - Japó (núm. 20) |

- Rànquing a 15 de novembre de 2023.

| Seu (superfície)                                                  | Equip local      | Resultat | Equip visitant |
| ----------------------------------------------------------------- | ---------------- | -------- | -------------- |
| Pat Rafter Arena, Brisbane, Austràlia (dura)                      | Austràlia (1)    | 4 − 0    | Mèxic          |
| Jan Group Arena, Biel/Bienne, Suïssa (dura interior)              | Suïssa (2)       | 0 − 4    | Polònia        |
| Le Chaudron, Le Portel, França (terra batuda interior)            | França (3)       | 1 − 3    | Regne Unit     |
| USTA National Campus, Orlando, Estats Units (dura)                | Estats Units (4) | 4 − 0    | Bèlgica        |
| Ariake Coliseum, Tòquio, Japó (dura interior)                     | Japó             | 3 − 1    | Kazakhstan (5) |
| Ginásio Ibirapuera, São Paulo, Brasil (terra batuda interior)     | Brasil           | 1 − 3    | Alemanya (6)   |
| Peugeot Arena in NTC, Bratislava, Eslovàquia (dura interior)      | Eslovàquia (7)   | 4 − 0    | Eslovènia      |
| Racquet Park Drive, Fernandina Beach, Estats Units (terra batuda) | Ucraïna          | 2 − 3    | Romania (8)    |

## Eliminatòries

### Austràlia vs. Mèxic
| · Austràlia · 4 | Pat Rafter Arena, Brisbane, Austràlia 12 − 13 d'abril de 2024 Terra batuda | Pat Rafter Arena, Brisbane, Austràlia 12 − 13 d'abril de 2024 Terra batuda  | · Mèxic · 0 |     |     |             |
| \| \| [1] \| \| 1 \| 2 \| 3 \| \| \| - \| ----------------- \| --------------------------------------------------------------------------- \| --- \| --- \| --- \| ----------- \| \| 1 \| Austràlia · Mèxic \| Arina Rodiónova Giuliana Olmos \| 3 6 \| 6 3 \| 6 1 \| \| \| 2 \| Austràlia · Mèxic \| Daria Saville Marcela Zacarias \| 6 1 \| 6 0 \| \| \| \| 3 \| Austràlia · Mèxic \| Taylah Preston Marcela Zacarias \| 6 1 \| 6 1 \| \| \| \| 4 \| Austràlia · Mèxic \| Daria Saville Giuliana Olmos \| \| \| \| no disputat \| \| 5 \| Austràlia · Mèxic \| Ellen Perez / Daria Saville Jessica Hinojosa Gómez / Maria Fernanda Navarro \| 6 3 \| 6 1 \| \| \| |                                                                            |                                                                             |             |     |     |             |
| | [ 1 ]                                                                      |                                                                             | 1           | 2   | 3   |             |
| 1 | Austràlia · Mèxic                                                          | Arina Rodiónova Giuliana Olmos                                              | 3 6         | 6 3 | 6 1 |             |
| 2 | Austràlia · Mèxic                                                          | Daria Saville Marcela Zacarias                                              | 6 1         | 6 0 |     |             |
| 3 | Austràlia · Mèxic                                                          | Taylah Preston Marcela Zacarias                                             | 6 1         | 6 1 |     |             |
| 4 | Austràlia · Mèxic                                                          | Daria Saville Giuliana Olmos                                                |             |     |     | no disputat |
| 5 | Austràlia · Mèxic                                                          | Ellen Perez / Daria Saville Jessica Hinojosa Gómez / Maria Fernanda Navarro | 6 3         | 6 1 |     |             |

### Suïssa vs. Polònia
| · Suïssa · 0 | Jan Group Arena, Biel/Bienne, Suïssa 12 − 13 d'abril de 2024 Dura interior | Jan Group Arena, Biel/Bienne, Suïssa 12 − 13 d'abril de 2024 Dura interior | · Polònia · 4 |     |     |             |
| \| \| [2] \| \| 1 \| 2 \| 3 \| \| \| - \| ---------------- \| --------------------------------------------------------------- \| ---- \| --- \| --- \| ----------- \| \| 1 \| Suïssa · Polònia \| Simona Waltert Iga Świątek \| 3 6 \| 1 6 \| \| \| \| 2 \| Suïssa · Polònia \| Celine Naef Magdalena Frech \| 7 68 \| 5 7 \| 3 6 \| \| \| 3 \| Suïssa · Polònia \| Celine Naef Iga Świątek \| 4 6 \| 3 6 \| \| \| \| 4 \| Suïssa · Polònia \| Simona Waltert Magdalena Frech \| \| \| \| no disputat \| \| 5 \| Suïssa · Polònia \| Jil Teichmann / Simona Waltert Maja Chwalinska / Katarzyna Kawa \| 5 7 \| 1 6 \| \| \| |                                                                            |                                                                            |               |     |     |             |
| | [ 2 ]                                                                      |                                                                            | 1             | 2   | 3   |             |
| 1 | Suïssa · Polònia                                                           | Simona Waltert Iga Świątek                                                 | 3 6           | 1 6 |     |             |
| 2 | Suïssa · Polònia                                                           | Celine Naef Magdalena Frech                                                | 7 68          | 5 7 | 3 6 |             |
| 3 | Suïssa · Polònia                                                           | Celine Naef Iga Świątek                                                    | 4 6           | 3 6 |     |             |
| 4 | Suïssa · Polònia                                                           | Simona Waltert Magdalena Frech                                             |               |     |     | no disputat |
| 5 | Suïssa · Polònia                                                           | Jil Teichmann / Simona Waltert Maja Chwalinska / Katarzyna Kawa            | 5 7           | 1 6 |     |             |

### França vs. Regne Unit
| · França · 1 | Le Chaudron, Le Portel, França 12 − 13 d'abril de 2024 Terra batuda interior | Le Chaudron, Le Portel, França 12 − 13 d'abril de 2024 Terra batuda interior | · Regne Unit · 3 |     |      |             |
| \| \| [3] \| \| 1 \| 2 \| 3 \| \| \| - \| ------------------- \| ------------------------------------------------------------------- \| --- \| --- \| ---- \| ----------- \| \| 1 \| França · Regne Unit \| Diane Parry Katie Boulter \| 6 2 \| 6 0 \| \| \| \| 2 \| França · Regne Unit \| Caroline Garcia Emma Raducanu \| 6 3 \| 3 6 \| 2 6 \| \| \| 3 \| França · Regne Unit \| Clara Burel Katie Boulter \| 5 7 \| 0 6 \| \| \| \| 4 \| França · Regne Unit \| Diane Parry Emma Raducanu \| 6 4 \| 1 6 \| 61 7 \| \| \| 5 \| França · Regne Unit \| Caroline Garcia / Kristina Mladenovic Harriet Dart / Heather Watson \| \| \| \| no disputat \| |                                                                              |                                                                              |                  |     |      |             |
| | [ 3 ]                                                                        |                                                                              | 1                | 2   | 3    |             |
| 1 | França · Regne Unit                                                          | Diane Parry Katie Boulter                                                    | 6 2              | 6 0 |      |             |
| 2 | França · Regne Unit                                                          | Caroline Garcia Emma Raducanu                                                | 6 3              | 3 6 | 2 6  |             |
| 3 | França · Regne Unit                                                          | Clara Burel Katie Boulter                                                    | 5 7              | 0 6 |      |             |
| 4 | França · Regne Unit                                                          | Diane Parry Emma Raducanu                                                    | 6 4              | 1 6 | 61 7 |             |
| 5 | França · Regne Unit                                                          | Caroline Garcia / Kristina Mladenovic Harriet Dart / Heather Watson          |                  |     |      | no disputat |

### Estats Units vs. Bèlgica
| · Estats Units · 4 | USTA National Campus, Orlando, Estats Units 12 − 13 d'abril de 2024 Dura | USTA National Campus, Orlando, Estats Units 12 − 13 d'abril de 2024 Dura | · Bèlgica · 0 |     |     |             |
| \| \| [4] \| \| 1 \| 2 \| 3 \| \| \| - \| ---------------------- \| ----------------------------------------------------------------------- \| --- \| --- \| --- \| ----------- \| \| 1 \| Estats Units · Bèlgica \| Jessica Pegula Sofia Costoulas \| 4 6 \| 6 2 \| 6 3 \| \| \| 2 \| Estats Units · Bèlgica \| Emma Navarro Hanne Vandewinkel \| 4 6 \| 6 4 \| 6 3 \| \| \| 3 \| Estats Units · Bèlgica \| Jessica Pegula Hanne Vandewinkel \| 6 2 \| 6 0 \| \| \| \| 4 \| Estats Units · Bèlgica \| Emma Navarro Sofia Costoulas \| \| \| \| no disputat \| \| 5 \| Estats Units · Bèlgica \| Caroline Dolehide / Taylor Townsend Marie Benoit / Kimberley Zimmermann \| 6 3 \| 6 1 \| \| \| |                                                                          |                                                                          |               |     |     |             |
| | [ 4 ]                                                                    |                                                                          | 1             | 2   | 3   |             |
| 1 | Estats Units · Bèlgica                                                   | Jessica Pegula Sofia Costoulas                                           | 4 6           | 6 2 | 6 3 |             |
| 2 | Estats Units · Bèlgica                                                   | Emma Navarro Hanne Vandewinkel                                           | 4 6           | 6 4 | 6 3 |             |
| 3 | Estats Units · Bèlgica                                                   | Jessica Pegula Hanne Vandewinkel                                         | 6 2           | 6 0 |     |             |
| 4 | Estats Units · Bèlgica                                                   | Emma Navarro Sofia Costoulas                                             |               |     |     | no disputat |
| 5 | Estats Units · Bèlgica                                                   | Caroline Dolehide / Taylor Townsend Marie Benoit / Kimberley Zimmermann  | 6 3           | 6 1 |     |             |

### Japó vs. Kazakhstan
| · Japó · 3 | Ariake Coliseum, Tòquio, Japó 12 − 13 d'abril de 2024 Dura interior | Ariake Coliseum, Tòquio, Japó 12 − 13 d'abril de 2024 Dura interior | · Kazakhstan · 1 |      |          |             |
| \| \| [5] \| \| 1 \| 2 \| 3 \| \| \| - \| ----------------- \| --------------------------------------------------------------- \| --- \| ---- \| -------- \| ----------- \| \| 1 \| Japó · Kazakhstan \| Nao Hibino Anna Danilina \| 6 1 \| 6 0 \| \| \| \| 2 \| Japó · Kazakhstan \| Naomi Osaka Yulia Putintseva \| 6 2 \| 7 65 \| \| \| \| 3 \| Japó · Kazakhstan \| Nao Hibino Yulia Putintseva \| 6 4 \| 3 6 \| 7 67 \| \| \| 4 \| Japó · Kazakhstan \| Naomi Osaka Anna Danilina \| \| \| \| no disputat \| \| 5 \| Japó · Kazakhstan \| Shuko Aoyama / Ena Shibahara Anna Danilina / Zhibek Kulambayeva \| 67 \| 6 3 \| [9] [11] \| \| |                                                                     |                                                                     |                  |      |          |             |
| | [ 5 ]                                                               |                                                                     | 1                | 2    | 3        |             |
| 1 | Japó · Kazakhstan                                                   | Nao Hibino Anna Danilina                                            | 6 1              | 6 0  |          |             |
| 2 | Japó · Kazakhstan                                                   | Naomi Osaka Yulia Putintseva                                        | 6 2              | 7 65 |          |             |
| 3 | Japó · Kazakhstan                                                   | Nao Hibino Yulia Putintseva                                         | 6 4              | 3 6  | 7 67     |             |
| 4 | Japó · Kazakhstan                                                   | Naomi Osaka Anna Danilina                                           |                  |      |          | no disputat |
| 5 | Japó · Kazakhstan                                                   | Shuko Aoyama / Ena Shibahara Anna Danilina / Zhibek Kulambayeva     | 67               | 6 3  | [9] [11] |             |

### Brasil vs. Alemanya
| · Brasil · 1 | Ginásio Ibirapuera, São Paulo, Brasil 12 − 13 d'abril de 2024 Terra batuda interior | Ginásio Ibirapuera, São Paulo, Brasil 12 − 13 d'abril de 2024 Terra batuda interior | · Alemanya · 3 |     |     |             |
| \| \| [6] \| \| 1 \| 2 \| 3 \| \| \| - \| ----------------- \| ------------------------------------------------------------------------- \| --- \| --- \| --- \| ----------- \| \| 1 \| Brasil · Alemanya \| Beatriz Haddad Maia Laura Siegemund \| 4 6 \| 2 6 \| \| \| \| 2 \| Brasil · Alemanya \| Laura Pigossi Tatjana Maria \| 6 2 \| 4 6 \| 4 6 \| \| \| 3 \| Brasil · Alemanya \| Beatriz Haddad Maia Anna-Lena Friedsam \| 5 7 \| 6 0 \| 6 1 \| \| \| 4 \| Brasil · Alemanya \| Carolina Alves Laura Siegemund \| 1 6 \| 6 2 \| 3 6 \| \| \| 5 \| Brasil · Alemanya \| Beatriz Haddad Maia / Luisa Stefani Anna-Lena Friedsam / Angelique Kerber \| \| \| \| no disputat \| |                                                                                     |                                                                                     |                |     |     |             |
| | [ 6 ]                                                                               |                                                                                     | 1              | 2   | 3   |             |
| 1 | Brasil · Alemanya                                                                   | Beatriz Haddad Maia Laura Siegemund                                                 | 4 6            | 2 6 |     |             |
| 2 | Brasil · Alemanya                                                                   | Laura Pigossi Tatjana Maria                                                         | 6 2            | 4 6 | 4 6 |             |
| 3 | Brasil · Alemanya                                                                   | Beatriz Haddad Maia Anna-Lena Friedsam                                              | 5 7            | 6 0 | 6 1 |             |
| 4 | Brasil · Alemanya                                                                   | Carolina Alves Laura Siegemund                                                      | 1 6            | 6 2 | 3 6 |             |
| 5 | Brasil · Alemanya                                                                   | Beatriz Haddad Maia / Luisa Stefani Anna-Lena Friedsam / Angelique Kerber           |                |     |     | no disputat |

### Eslovàquia vs. Eslovènia
| · Eslovàquia · 4 | Peugeot Arena in NTC, Bratislava, Eslovàquia 12 − 13 d'abril de 2024 Dura interior | Peugeot Arena in NTC, Bratislava, Eslovàquia 12 − 13 d'abril de 2024 Dura interior | · Eslovènia · 0 |     |          |             |
| \| \| [7] \| \| 1 \| 2 \| 3 \| \| \| - \| ---------------------- \| ------------------------------------------------------------------- \| --- \| --- \| -------- \| ----------- \| \| 1 \| Eslovàquia · Eslovènia \| Anna Karolina Schmiedlova Ela Nala Milic \| 6 4 \| 6 3 \| \| \| \| 2 \| Eslovàquia · Eslovènia \| Viktoria Hruncakova Veronika Erjavec \| 6 1 \| 5 7 \| 6 3 \| \| \| 3 \| Eslovàquia · Eslovènia \| Renata Jamrichova Veronika Erjavec \| 6 2 \| 6 0 \| \| \| \| 4 \| Eslovàquia · Eslovènia \| Viktoria Hruncakova Ela Nala Milic \| \| \| \| no disputat \| \| 5 \| Eslovàquia · Eslovènia \| Viktoria Hruncakova / Tereza Mihalikova Pia Lovric / Ela Nala Milic \| 6 1 \| 2 6 \| [10] [6] \| \| |                                                                                    |                                                                                    |                 |     |          |             |
| | [ 7 ]                                                                              |                                                                                    | 1               | 2   | 3        |             |
| 1 | Eslovàquia · Eslovènia                                                             | Anna Karolina Schmiedlova Ela Nala Milic                                           | 6 4             | 6 3 |          |             |
| 2 | Eslovàquia · Eslovènia                                                             | Viktoria Hruncakova Veronika Erjavec                                               | 6 1             | 5 7 | 6 3      |             |
| 3 | Eslovàquia · Eslovènia                                                             | Renata Jamrichova Veronika Erjavec                                                 | 6 2             | 6 0 |          |             |
| 4 | Eslovàquia · Eslovènia                                                             | Viktoria Hruncakova Ela Nala Milic                                                 |                 |     |          | no disputat |
| 5 | Eslovàquia · Eslovènia                                                             | Viktoria Hruncakova / Tereza Mihalikova Pia Lovric / Ela Nala Milic                | 6 1             | 2 6 | [10] [6] |             |

### Ucraïna vs. Romania
| · Ucraïna · 2 | Racquet Park Drive, Fernandina Beach, Estats Units 12 − 13 d'abril de 2024 Terra batuda | Racquet Park Drive, Fernandina Beach, Estats Units 12 − 13 d'abril de 2024 Terra batuda | · Romania · 3 |     |     |  |
| \| \| [8] \| \| 1 \| 2 \| 3 \| \| \| - \| ----------------- \| ------------------------------------------------------------------------- \| --- \| --- \| --- \| \| \| 1 \| Ucraïna · Romania \| Lesia Tsurenko Ana Bogdan \| 3 6 \| 6 2 \| 6 0 \| \| \| 2 \| Ucraïna · Romania \| Elina Svitòlina Jaqueline Adina Cristian \| 6 3 \| 7 5 \| \| \| \| 3 \| Ucraïna · Romania \| Elina Svitòlina Ana Bogdan \| 4 6 \| 6 4 \| 3 6 \| \| \| 4 \| Ucraïna · Romania \| Lesia Tsurenko Jaqueline Adina Cristian \| 6 2 \| 4 6 \| 4 6 \| \| \| 5 \| Ucraïna · Romania \| Liudmila Kitxenok / Nadiia Kichenok Ana Bogdan / Jaqueline Adina Cristian \| 2 6 \| 67 \| \| \| |                                                                                         |                                                                                         |               |     |     |  |
| | [ 8 ]                                                                                   |                                                                                         | 1             | 2   | 3   |  |
| 1 | Ucraïna · Romania                                                                       | Lesia Tsurenko Ana Bogdan                                                               | 3 6           | 6 2 | 6 0 |  |
| 2 | Ucraïna · Romania                                                                       | Elina Svitòlina Jaqueline Adina Cristian                                                | 6 3           | 7 5 |     |  |
| 3 | Ucraïna · Romania                                                                       | Elina Svitòlina Ana Bogdan                                                              | 4 6           | 6 4 | 3 6 |  |
| 4 | Ucraïna · Romania                                                                       | Lesia Tsurenko Jaqueline Adina Cristian                                                 | 6 2           | 4 6 | 4 6 |  |
| 5 | Ucraïna · Romania                                                                       | Liudmila Kitxenok / Nadiia Kichenok Ana Bogdan / Jaqueline Adina Cristian               | 2 6           | 67  |     |  |